# Víktor Sukhorúkov
Víktor Ivànovitx Sukhorúkov (rus: Ви́ктор Ива́нович Сухору́ков; Óblast de Moscou, URSS, 10 de novembre de 1951) és un actor de cinema i teatre soviètic i rus, Artista del Poble de Rússia (2008).

## Filmografia
- 1990 - Bakenbardi (Бакенбарды), lit. Patilles, de Iuri Mamine
- 1994 - God sabaki (Год собаки), lit. L'any del gos, de Semion Aranovitx
- 1997 - Brat (Брат), lit. El germà, d'Aleksei Balabànov
- 1998 - Pro uródov i liudei (Про уродов и людей), lit. Sobre freaks i gent, d'Aleksei Balabànov
- 2000 - Brat 2 (Брат 2), lit. El germà 2, d'Aleksei Balabànov
- 2004 - Kak ia polublila (как я полюбила), lit. Com em vaig enamorar, de Renata Litvinova
- 2004 - Xizz (Шиzа) de Gulshat Omarova
- 2006 - Ostrov (Остров), lit. L'illa, de Pavel Lunguin
- 2011 - Ovsianki (Овсянки), lit. Emberízids, d'Alekseï Fedortxenko
- 2014 - 22 minuti (22 минуты), lit. 22 minuts, de Vassili Serikov
- 2016 - Rai (Рай), lit. El Paradís, d'Andrei Kontxalovski
- 2020 - Ogon (Огонь), lit. Foc, d'Alexei Noujni